# Maroantsetra
Maroantsetra  é uma cidade em Madagascar com 23859 habitantes, na região de Analanjirofo,  e é sede do Distrito de Maroantsetra.

## Geografia
A cidade fica na Baía de Antongil e é a porta de entrada ao Parque Nacional de Masoala e para a reserva natural da ilha Nosy Mangabe.